# ذبیح
ذبیح فیلمی به کارگردانی محمد متوسلانی محصول سال ۱۳۵۴ است که برداشتی متفاوت از زندگی شخصی به نام ذبیح درشکه‌چی اراکی است.

## داستان
ذبیح پس از پانزده سال از زندان آزاد می‌شود. او باج‌گیری بوده که با اقدس آشنا شده و در حمایت از او مرتکب قتل شده است. اقدس، در موقع دستگیری ذبیح از او آبستن بوده و حالا ذبیح به زادگاهش باز می‌گردد تا فرزندش جلال را بیابد. حیدر مسبب دستگیری ذبیح بوده و پیش از آن که ذبیح وارد زادگاه خود شود صفدر برادرش را خبر می کند تا مراقب خود باشد.بزرگان محل در خانه حیدر جمع می شوند و به رئیس شهربانی عرض حال می‌نویسند که از آنها رفع شر کند و وقتی نتیجه‌ای نمی‌گیرند مهدی گاو را اجیر می‌کنند تا با ذبیح مقابله کند. گروهی دیگر از اهالی به پیشواز ذبیح می‌روند و به او پناه می‌دهند. حاجی که با اقدس ازدواج کرده و از جلال سرپرستی می کند بیش از دیگران نگران است و اقدس و جلال را از چشم ذبیح دور نگه می‌دارد. ذبیح مهدی را از شهر می‌راند و چندبار که جلال سر راه او قرار می‌گیرد او را گوش‌مالی می‌دهد. شبی جلال و دوستانش راه را بر ذبیح می‌بندند و او را با ضربه‌های چوب و چماق از پا در می‌آورند. او پیش از مرگ در می‌یابد که جلال فرزندش است.

## بازیگران
- بهروز وثوقی
- جمشید مشایخی
- علی ثابت‌فر
- عنایت‌الله بخشی
- پروین سلیمانی
- آرام
- مرتضی احمدی
- جلال پیشواییان
- حسن رضایی
- عباس ناظری‌نیک
- گیتی فروهر
- اکبر جنتی‌شیرازی
- نریمان شیری‌فرد
- حسن دهقانی
- علی محمد کازرونی